# Hasta la vista (film)
Hasta la vista è un film del 2011 diretto da Geoffrey Enthoven.
Il film è stato presentato nella sezione "Alice nelle città" del Festival internazionale del film di Roma 2011 ed è stato candidato per il Premio Magritte alla migliore coproduzione fiamminga.

## Trama
Jozeph, Lars e Philip sono tre giovani portatori di gravi handicap che, decisi a perdere la loro verginità, si imbarcano in un avventuroso viaggio verso la Spagna, complice la corpulenta infermiera Claude.

## Riconoscimenti
- European Film Awards 2012 - Premio del pubblico al miglior film europeo
- Montreal World Film Festival 2011
  - Grand Prix des Amériques [1]